# SINCE 1995 〜 FOREVER
『SINCE 1995 〜 FOREVER』（シンス・ナインティーンナイティファイヴ フォーエヴァー）は、V6の1stアルバム。1996年8月5日にavex traxから発売された。

## 概要
収録されているシングルは全てリミックスされている。オリコンアルバムチャートで週間1位を獲得。売上は40万近くまで伸びた。
初回限定盤と通常盤がある。初回限定盤のケースは特殊仕様になっている。最後にはV6とComing Centuryのメドレーが収録されている。初回付属はV6オリジナルカードであり、裏面に書いてあるシリアルナンバーを電話で言うとクイズが始まり、正解すると後日V6メンバー全員が正解者に電話をしてくるものだった。

## 収録曲
※シングル曲の解説は各シングルのページを参照のこと。
1. 逃亡者 -FUGITIVE-
作詞：中山加奈子、作曲・編曲：星野靖彦
新録曲。
2. MUSIC FOR THE PEOPLE (NEW ALBUM MIX)
作詞：秋元康、作曲：G.Pasquini・S.Oliva・A.Contini・J.Battn、編曲：木村貴志
  - 1stシングルのアルバムバージョン
3. BEAT YOUR HEART (NEW ALBUM MIX)
作詞：MOTSU・平井森太郎、作曲：Pasquini・Guio・Contini・Olivia、編曲：Rodgers-Contini
  - 3rdシングルのアルバムバージョン
4. Hand in Sunshine
作詞・作曲：DJ KOO、編曲：DJ KOO・Takashi Morio
新録曲。
5. reprise... - 20th Century
作詞：津田りえこ、作曲・編曲：星野靖彦
新録曲。
6. Born to run - Coming Century
作詞：MOTSU、作曲・編曲：星野靖彦
新録曲、ソニー・コンピュータエンタテインメント『Formula One』CMソング
1stベストアルバム「Very best」、Lastベストアルバム『Very6 BEST』（初回盤B・DISC4）にも収録された。
7. ロマンスじゃ全部を語れない
作詞：只野菜摘、作曲：はたけ、編曲：庄野賢一
新録曲。
8. 雨の夜と月曜日には
作詞・作曲：片岡大志、編曲：浦清英
新録曲。
9. 大丈夫 (LUCKY HANDBAG MIX) - Coming Century
作詞：Coming Century、作曲・編曲：星野靖彦
  - 2ndシングル「MADE IN JAPAN」カップリングのアルバムバージョン

原曲と異なり音源は明るいものとなっている。また、アウトロがカットアウトからフェードアウトに変更された。
10. MADE IN JAPAN (NEW ALBUM MIX)
作詞：平井森太郎、作曲：Pasquini・Batten、編曲：星野靖彦
  - 2ndシングルのアルバムバージョン
11. いいじゃない。
作詞：只野菜摘、作曲・編曲：星野靖彦
新録曲。
12. Coming Century Singles non-stop mix - Coming Century
  1. 大丈夫
  2. Theme of Coming Century
  3. STAY GOLD

  - 1st〜3rdシングルカップリングのメドレー
13. V6 Singles non-stop mix
  1. BEAT YOUR HEART
  2. MUSIC FOR THE PEOPLE
  3. MADE IN JAPAN

  - 1st〜3rdシングルのメドレー

## 映像作品
逃亡者 -FUGITIVE-
- SPACE -from V6 Live Tour'98-
- VERY HAPPY!!!
- LOVE&LIFE 〜V6 SUMMER SPECIAL DREAM LIVE 2003〜

Hand in Sunshine
- VERY HAPPY!!!
  - Coming Centuryの「マッハブイロク special Coming Century summer tour 2000」にて披露
- LIV6

reprise...
- LOVE&LIFE 〜V6 SUMMER SPECIAL DREAM LIVE 2003〜
  - 長野、岡田が2人で披露

Born to run
- Film V6 -CLIPS and more-
- VERY HAPPY!!!
  - Coming Centuryの「マッハブイロク special Coming Century summer tour 2000」にて披露
- 20th Century LIVE TOUR 2009 HONEY HONEY HONEY/We are Coming Century Boys LIVE Tour 2009
- LIVE TOUR V6 groove

ロマンスじゃ全部を語れない
- LIV6

雨の夜と月曜日には
- SPACE -from V6 Live Tour'98-